# Polní maršálové nacistického Německa
Hodnost generál polní maršál (německy Generalfeldmarschall) byla nejvyšší hodnost dvou složek německého Wehrmachtu – Heeru (pozemní vojsko) a Luftwaffe (letectvo). U Kriegsmarine (námořnictvo) jí odpovídala hodnost velkoadmirála.
Hodnost generál polní maršál byla převzata z Německého císařství.
Dne 19. července 1940, měsíc po pádu Francie, bylo povýšeno 12 generálů do hodnosti generála polního maršála.

## Seznam
| Jméno                   | Obrázek | Životní data                           | Datum povýšení                     | Složka    | Osud |
| ----------------------- | ------- | -------------------------------------- | ---------------------------------- | --------- | --- |
| Werner von Blomberg     |         | 2. září 1878 – 13. března 1946         | 1. dubna 1936 (ve věku 57 let)     | Heer      | Po jmenování generálem polním maršálem pokračoval ve funkci ministra obrany. Kvůli svým opatrným názorům ohledně anšlusu Rakouska a možné válce s Československem byl nakonec po nátlaku přinucen v roce 1938 odstoupit. Za druhé světové války mu nebylo svěřeno žádné velení. Zemřel v březnu 1946 ve spojenecké věznici v Norimberku. |
| Hermann Göring          |         | 12. ledna 1893 – 15. října 1946        | 1938                               | Luftwaffe | |
| Fedor von Bock          |         | 3. prosince 1880 – 4. května 1945      | 19. července 1940 (ve věku 59 let) | Heer      | Po svém povýšení velel Skupině armád Střed při německé invazi do Sovětského svazu z června 1941. Nepodařilo se mu však dobýt Moskvu a kvůli zdravotním obtížím byl odvolán. Poté v lednu 1942 velel Skupině armád Jih, ale v červenci téhož roku po pomalém postupu za operace Blau odvolán. Zbytek války strávil v tzv. Vůdcově záloze. Byl zabit i s rodinou, když jeho automobil napadl spojenecký stíhač pět dní před koncem války. |
| Eduard von Böhm-Ermolli |         | 12. února 1856 – 9. prosince 1941      | 1940                               | Heer      | |
| Walter von Brauchitsch  |         | 4. října 1881 – 18. října 1948         | 19. července 1940 (ve věku 58 let) | Heer      | |
| Wilhelm Keitel          |         | 22. září 1882 – 16. října 1946         | 19. července 1940 (ve věku 57 let) | Heer      | |
| Albert Kesselring       |         | 20. listopadu 1885 – 16. července 1960 | 1940                               | Luftwaffe | |
| Günther von Kluge       |         | 30. října 1882 – 18. srpna 1944        | 1940                               | Heer      | |
| Wilhelm von Leeb        |         | 5. září 1876 – 29. dubna 1956          | 1940                               | Heer      | |
| Wilhelm List            |         | 14. května 1880 – 17. srpna 1971       | 1940                               | Heer      | |
| Erhard Milch            |         | 30. března 1882 – 25. ledna 1972       | 1940                               | Luftwaffe | |
| Walter von Reichenau    |         | 8. října 1884 – 17. ledna 1942         | 1940                               | Heer      | |
| Gerd von Rundstedt      |         | 12. prosince 1875 – 24. února 1953     | 1940                               | Heer      | |
| Hugo Sperrle            |         | 7. února 1885 – 2. dubna 1953          | 1940                               | Luftwaffe | |
| Erwin von Witzleben     |         | 4. prosince 1881 – 8. srpna 1944       | 1940                               | Heer      | |
| Georg von Küchler       |         | 30. května 1881 – 25. května 1968      | 1942                               | Heer      | |
| Erich von Manstein      |         | 24. listopadu 1887 – 11. června 1973   | 1942                               | Heer      | |
| Erwin Rommel            |         | 15. listopadu 1891 – 14. října 1944    | 1942                               | Heer      | |
| Ernst Busch             |         | 6. července 1885 – 17. července 1945   | 1943                               | Heer      | |
| Ewald von Kleist        |         | 8. srpna 1881 – 13. listopadu 1954     | 1943                               | Heer      | |
| Friedrich Paulus        |         | 23. září 1890 – 1. února 1957          | 1943                               | Heer      | |
| Wolfram von Richthofen  |         | 10. října 1885 – 12. července 1945     | 1943                               | Luftwaffe | |
| Maximilian von Weichs   |         | 12. listopadu 1881 – 27. června 1954   | 1943                               | Heer      | |
| Walter Model            |         | 24. ledna 1891 – 21. dubna 1945        | 1. března 1944 (ve věku 53 let)    | Heer      | Model, přezdívaný „Hitlerův hasič“, byl nasazován na fronty, kde byli Němci ve svízelné situaci. V době povýšení velel Skupině armád Sever, záhy však byl převelen do čela Skupina armád Jih, k níž brzy získal velení i nad Skupinou armád Střed. V srpnu 1944 byl postaven do čela německých vojsk na západě ve Francii, kde měl čelit zdrcující spojenecké ofenzívě. O tři týdny později byl vrchního velení zbaven, velel již pouze Skupině armád B. Dokázal odrazit spojeneckou výsadkovou operaci Market Garden a velel poslední velké ofenzívě Německa na západě, avšak byl poražen a se zbytky svých armád zatlačen do Porúří. Před kapitulací volil raději sebevraždu. |
| Robert von Greim        |         | 22. června 1882 – 24. května 1945      | 1945                               | Luftwaffe | |
| Ferdinand Schörner      |         | 12. června 1892 – 2. července 1973     | 1945                               | Heer      | |